# Courbépine
Courbépine ist eine französische Gemeinde mit 725 Einwohnern (Stand 1. Januar 2022) im Département Eure in der Region Normandie.

## Geografie
Courbépine liegt im Lieuvin, 51 Kilometer südöstlich von Le Havre, 24 Kilometer südöstlich von Lisieux und 6 Kilometer nördlich von Bernay, dem Hauptort des gleichnamigen Arrondissements. Nachbargemeinden von Courbépine sind Malouy im Nordwesten, Plasnes im Nordosten, Valailles im Südosten und Saint-Martin-du-Tilleul im Südwesten. Das Gemeindegebiet umfasst 1191 Hektar, die mittlere Höhe beträgt 164 Meter über dem Meeresspiegel.
Courbépine ist eine der Gemeinden im Département Eure, in denen die Gefahr sich plötzlich bildender metertiefer Löcher besteht. Die sogenannten Marnières sind alte Mergelgruben, die sich zum Beispiel nach starkem Regen öffnen können, wenn die Schuttfüllung in die Seitengänge geschwemmt wird. Durchschnittlich gibt es im Département Eure etwa 15 unterirdische Hohlräume, besonders Marnières und Versickerungsstrecken pro Quadratkilometer.
Courbépine ist einer Klimazone des Typs Cfb (nach Köppen und Geiger) zugeordnet: Warmgemäßigtes Regenklima (C), vollfeucht (f), wärmster Monat unter 22 °C, mindestens vier Monate über 10 °C (b). Es herrscht Seeklima mit gemäßigtem Sommer.

## Geschichte
In der Nähe eines antiken Weges von Rouen nach Orbec fand der Archäologe Le Metayer-Masselin Keramikscherben aus gallo-römischer Zeit (52 v. Chr. bis 486 n. Chr.).
Der Ortsname wurde etwa im Jahr 1000 als Corbespina erstmals urkundlich erwähnt, 1025 als Curba Spina. Das Französische Etymologische Wörterbuch gibt dazu an, dass courbe-espina der Name einer Apfelsorte in der Langue d’oïl der Normandie gewesen sei. Das französische Wort Courbe bedeutet ‚Kurve‘, courbé ist ‚gebogen‘. Spina bedeutet ‚Dorn‘ auf Lateinisch und hat sich zum französischen Wort épine entwickelt.
Im Domesday Book aus dem Jahr 1086 wird ein Raoul de Courbespine erwähnt, der ein Tenant-in-chief in Kent war. Er lag mit dem Erzbischof von Canterbury, Lanfrank von Bec (um 1010 bis 1089) im Streit um ein Stück Land an der Themse. Ordericus Vitalis (1075–1142) berichtete über einen Chevalier namens Roger de Courbépine, dessen Sohn Gilbert Maminot von 1077 bis 1101 Bischof von Lisieux war.
Im Kopialbuch der Abtei Le Bec gibt es mehrere Verträge über Landschenkungen oder Zehntanspruch in Courbépine aus dem 13. und 14. Jahrhundert. Im Jahr 1260 wurde die Mühle von Courbépine erstmals urkundlich erwähnt. Sie hieß le Moulin-Crespin und befand sich damals im Besitz der Abtei Le Bec. Im Obituaire der Kirche von Lisieux ist verzeichnet, dass der Bischof von Lisieux Guillaume d’Estouteville I. († 1414), ein Verwandter von Guillaume d’Estouteville, den Zehnt von Courbépine der Kirche von Lisieux vermachte. Um 1455 hatte die Abtei Notre-Dame de Bernay ebenfalls Grundbesitz in Courbépine.

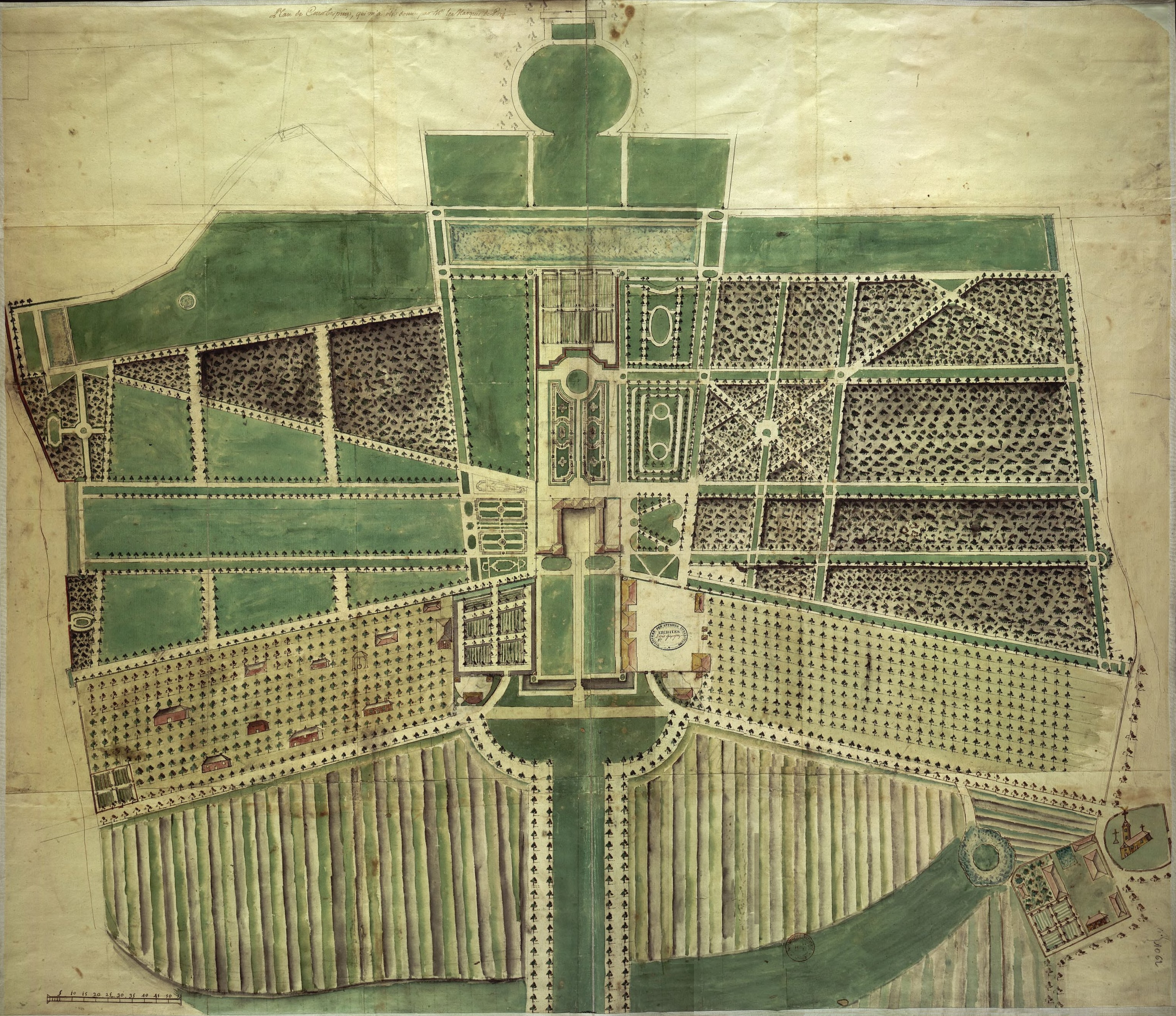
Plan des Schlosses von Courbépine und seiner Gärten aus dem 18. Jahrhundert.

Léonor II. Goyon de Matignon († 1714), Bischof und Comte von Lisieux, ließ das Schloss von Courbépine nach 1677 im lieu-dit (‚Ort der genannt wird...‘) auf den Fundamenten einer mittelalterlichen Burg erbauten. Später kaufte es der Marquis de Prie für seine Frau Jeanne-Agnès Berthelot de Pléneuf (1698–1727). Das Schloss wurde 1777 zerstört. Vom Hauptgebäude war 1869 oberirdisch nichts mehr zu sehen. Auf Luftbildern aus den 1990er Jahren sind das Schloss und die Nebengebäude gut zu erkennen.
| Jahr | Einwohner |
| ---- | --------- |
| 1841 | 842       |
| 1876 | 720       |
| 1886 | 638       |
| 1896 | 545       |
| 1911 | 495       |
| 1936 | 366       |
| 1962 | 435       |
| 1982 | 576       |
| 1999 | 619       |
| 2009 | 688       |
| 2016 | 732       |

1793 erhielt Courbépine im Zuge der Französischen Revolution (1789–1799) unter dem Namen Courbepine den Status einer Gemeinde und 1801 durch die Verwaltungsreform unter Napoleon Bonaparte (1769–1821) wieder unter dem Namen Courbepine das Recht auf kommunale Selbstverwaltung.
Im Deutsch-Französischen Krieg (1870–1871) bewaffnete sich die Bevölkerung von Courbépine erst im Januar 1871. Zuvor hatte sich die Gemeinde, wie viele andere ländliche Gemeinden der Region, nicht gegen die deutschen Invasoren verteidigt, die daher ungehindert geplündert hatten.
Im Zweiten Weltkrieg (1939–1945) wurde Courbépine im Juni 1940 von der deutschen Wehrmacht besetzt. Im Sommer 1944 während der Operation Overlord bombardierte die Alliierte Luftwaffe die Ortschaft. Dabei wurde die Kirche beschädigt.

## Kultur und Sehenswürdigkeiten

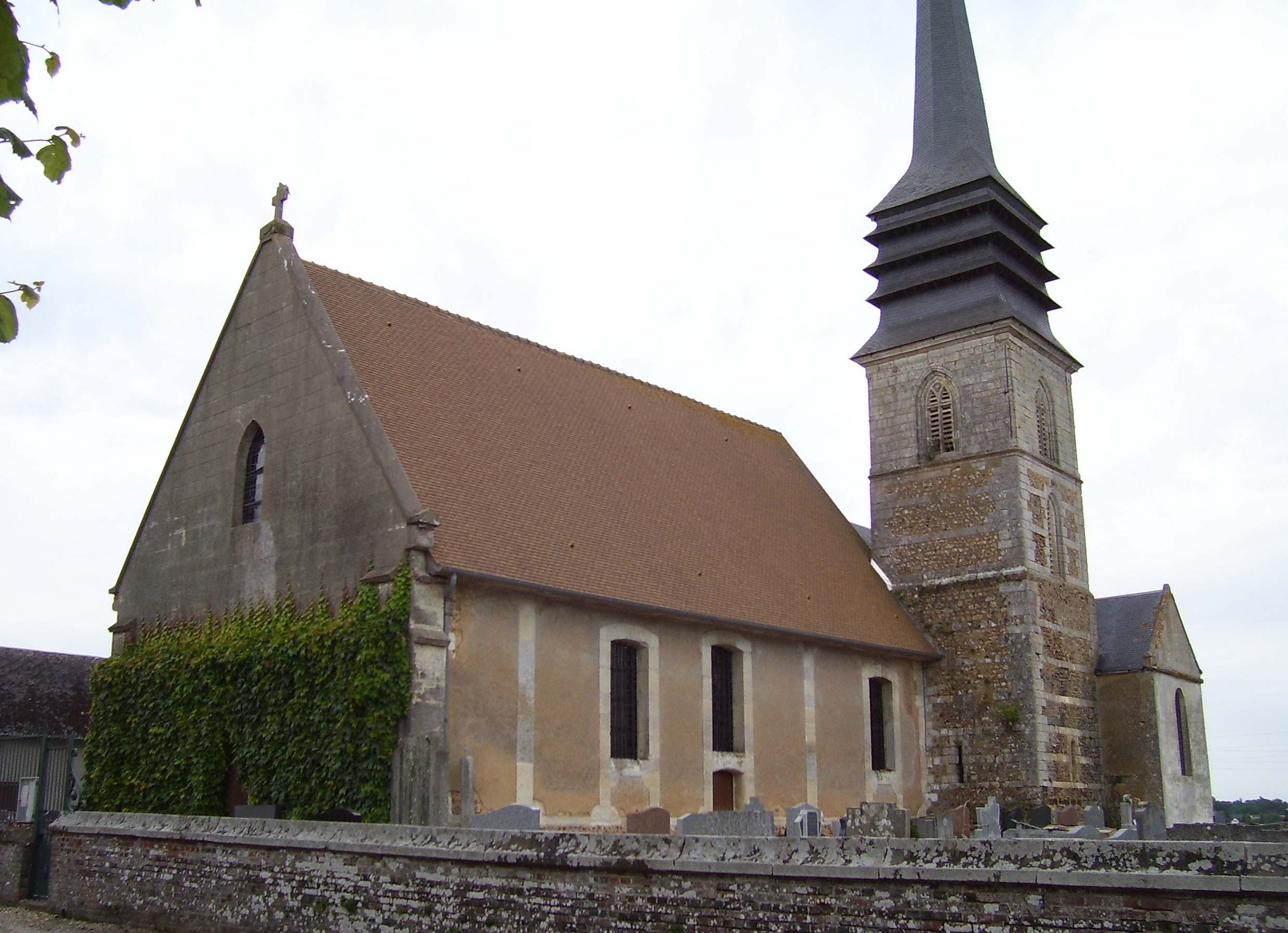
Die Kirche Saint-Martin

Der Schutzpatron der Kirche Saint-Martin ist Martin von Tours. Der Glockenturm wurde im 13. Jh. erbaut. Chor und Kirchenschiff wurden 1680 erneuert. 1763 wurde die Kirche restauriert. Das Gebäude wurde 1999 in das Zusatzverzeichnis der Monuments historiques (‚historische Denkmale‘) eingetragen. Zwei Statuen und ein Gemälde aus dem 17. Jh. in der Kirche wurden 1907 als Monument historique klassifiziert. Die römisch-katholische Gemeinschaft Communauté de Courbépine gehört zur Pfarrei Notre Dame de Charentonne des Bistums Évreux.
Am östlichen Ortseingang steht ein Flurkreuz, das die Jahreszahl 1724 trägt.
Außerdem gibt es in der Gemeinde mehrere Häuser und Bauernhöfe aus dem 18. Jahrhundert, deren Mauern aus Feuerstein und Sandstein bestehen. Die Dächer sind mit Stroh oder Schiefer gedeckt.

## Wirtschaft und Infrastruktur
Im Jahr 2009 waren 15,9 Prozent der Erwerbstätigen in der Gemeinde beschäftigt, die anderen sind Pendler. 4,9 Prozent der Arbeitnehmer waren arbeitslos.
Auf dem Gemeindegebiet gelten kontrollierte Herkunftsbezeichnungen (AOC) für Pont-l’Évêque-Käse, Calvados und Pommeau (Pommeau de Normandie) sowie geschützte geographische Angaben (IGP) für Schweinefleisch (Porc de Normandie), Geflügel (Volailles de Normandie) und Cidre (Cidre de Normandie und Cidre normand).
Der Kommunalverband Bernay et des environs (CCBE) hat 2004 ein Industrie- und Gewerbegebiet namens Parc d’Activité des Granges gegründet. Es liegt an der Route nationale N138 auf einer Fläche von 80 Hektar, auf den Gemeindegebieten von Bernay, Courbépine und Menneval.
Der nächste Bahnhof steht in Bernay, der nächste Flughafen ist der Aéroport de Deauville - Normandie in Saint-Gatien-des-Bois. Die Autobahn 28 verläuft von Ost nach West durch das Gemeindegebiet, die Départementsstraße 613 (ehemalige Nationalstraße 13) streift das Gemeindegebiet im Norden und die Départementsstraße 834 verläuft von Süden nach Norden.
Die öffentliche Schule école primaire Ernest Anquetil ist eine Vor- und Grundschule. Etwa 95 Kinder nehmen dort am Unterricht teil. Die weiterführenden Schulen befinden sich in Bernay.

## Persönlichkeiten

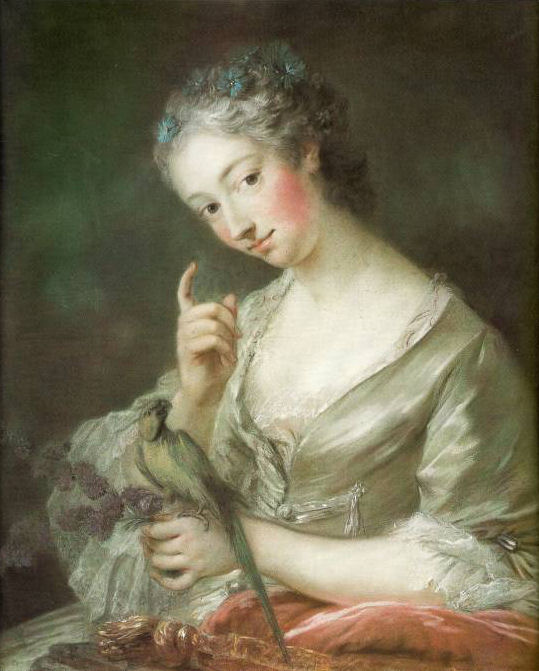
Porträt Jeanne-Agnès Berthelot de Pléneufs nach Jean-Baptiste van Loo, 18. Jh.

- Jeanne-Agnès Berthelot de Pléneuf (1698–1727), Marquise von Plasnes und Mätresse des französischen Premierministers Louis IV. Henri de Bourbon, prince de Condé, wohnte bis zu ihrem Tod in ihrem Schloss in Courbépine.